# Walter Castor II
Walter Castor II (označovaný i jako Walter Castor II-Major) a Walter Castor II-R (1932–1936), Walter Castor III a Walter Castor III-R (1934–1938) byly československé sedmiválcové zážehové vzduchem chlazené hvězdicové motory. Tyto letecké motory byly vyvinuty počátkem 30. let 20. století a byly vyráběny Akciovou společností Walter, továrnou na automobily a letecké motory v Praze-Jinonicích. Motor Walter Castor II je vystaven na replice letounu Avia B-122 a motor Walter Castor III je vystaven samostatně, obojí v expozici Leteckého muzea ve Kbelích. Motory Walter Castor III/III-R byly posledními hvězdicovými sedmiválci o vrtání 135 a zdvihu 170 mm vyráběnými v jinonické továrně.

## Vznik a užití

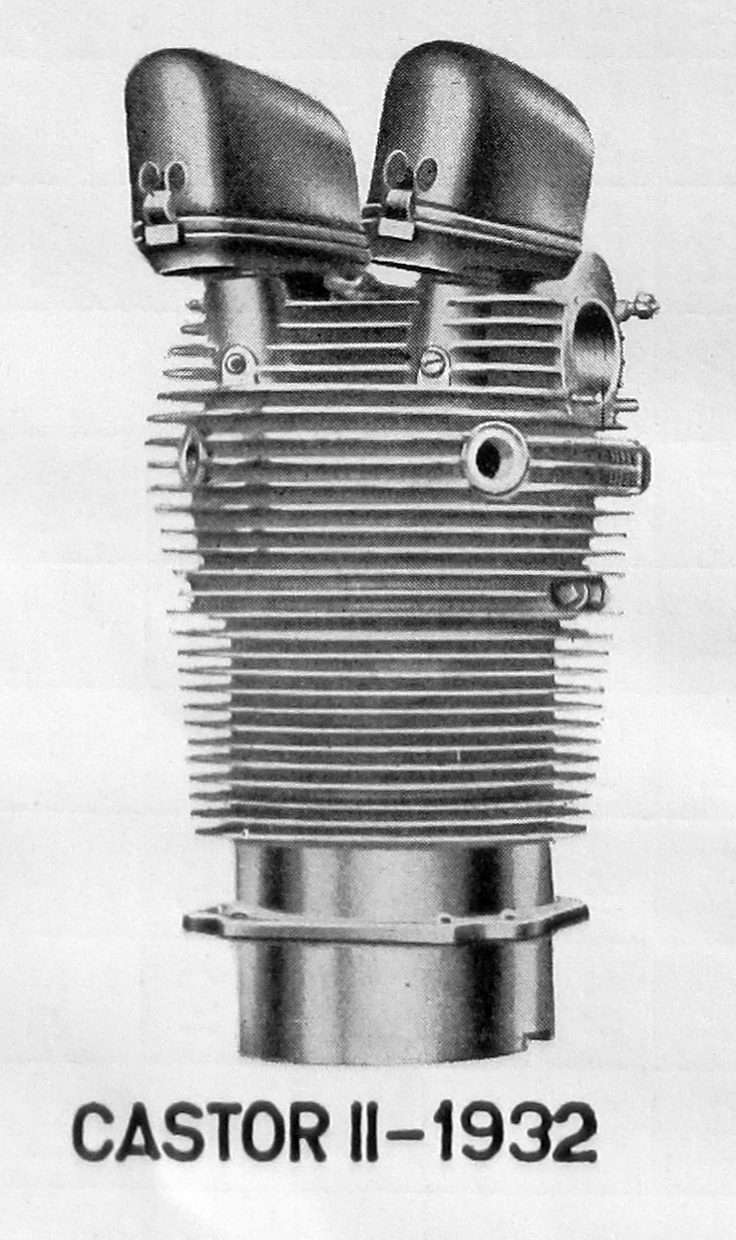
Walter Castor II (detail hlavy válce)

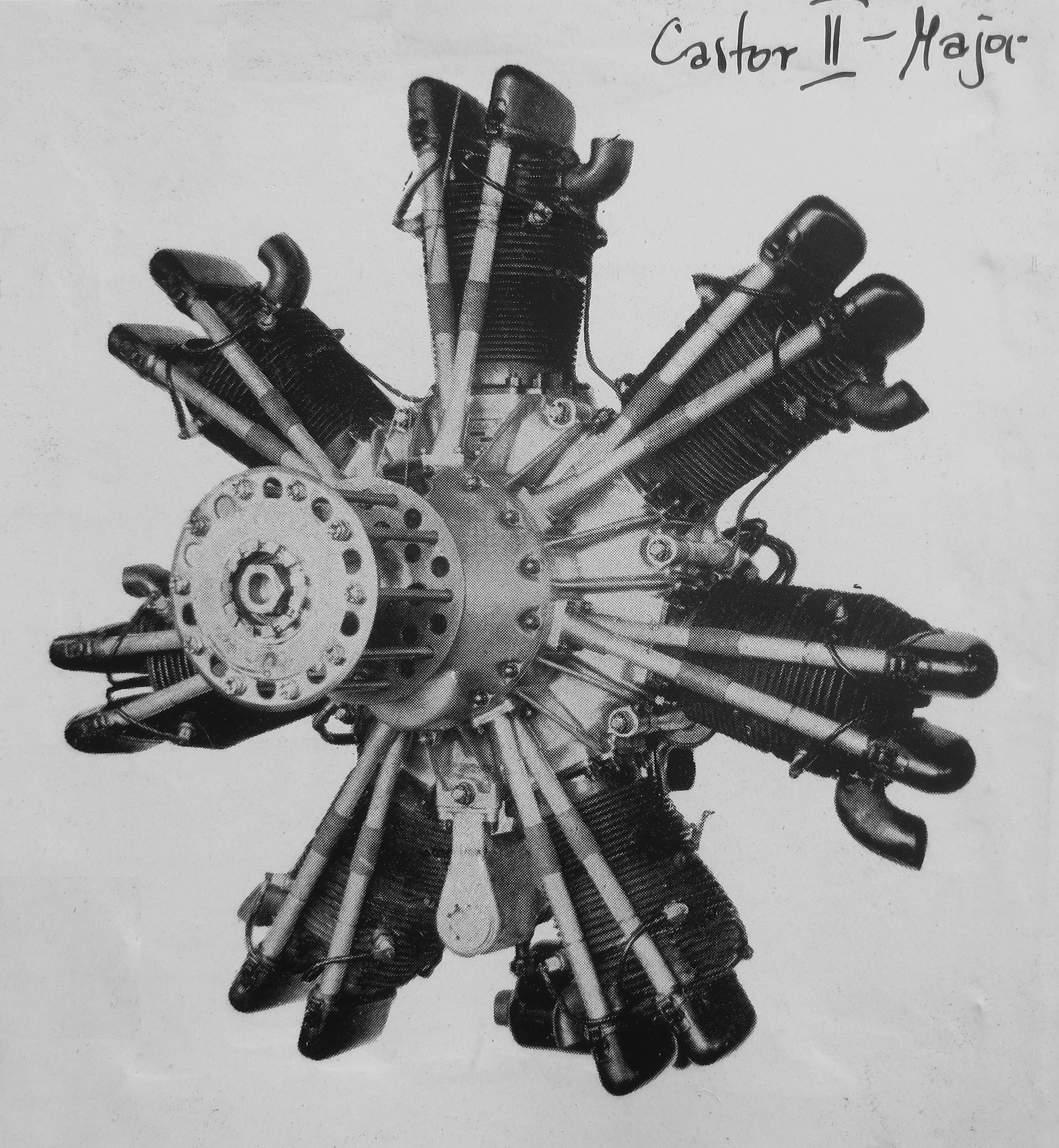
Walter Castor II-Major (1932) z katalogu Walter

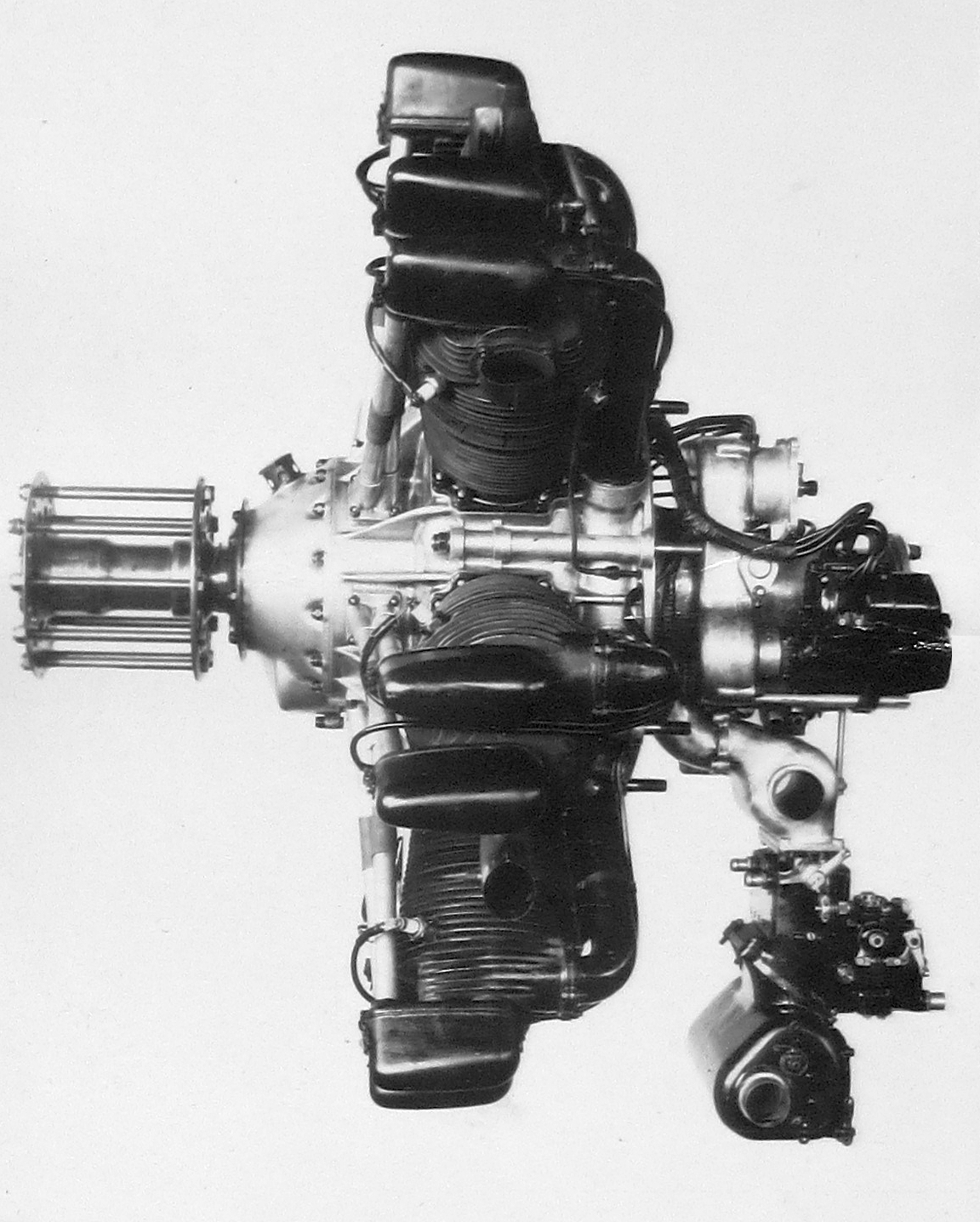
Walter Castor II, boční pohled

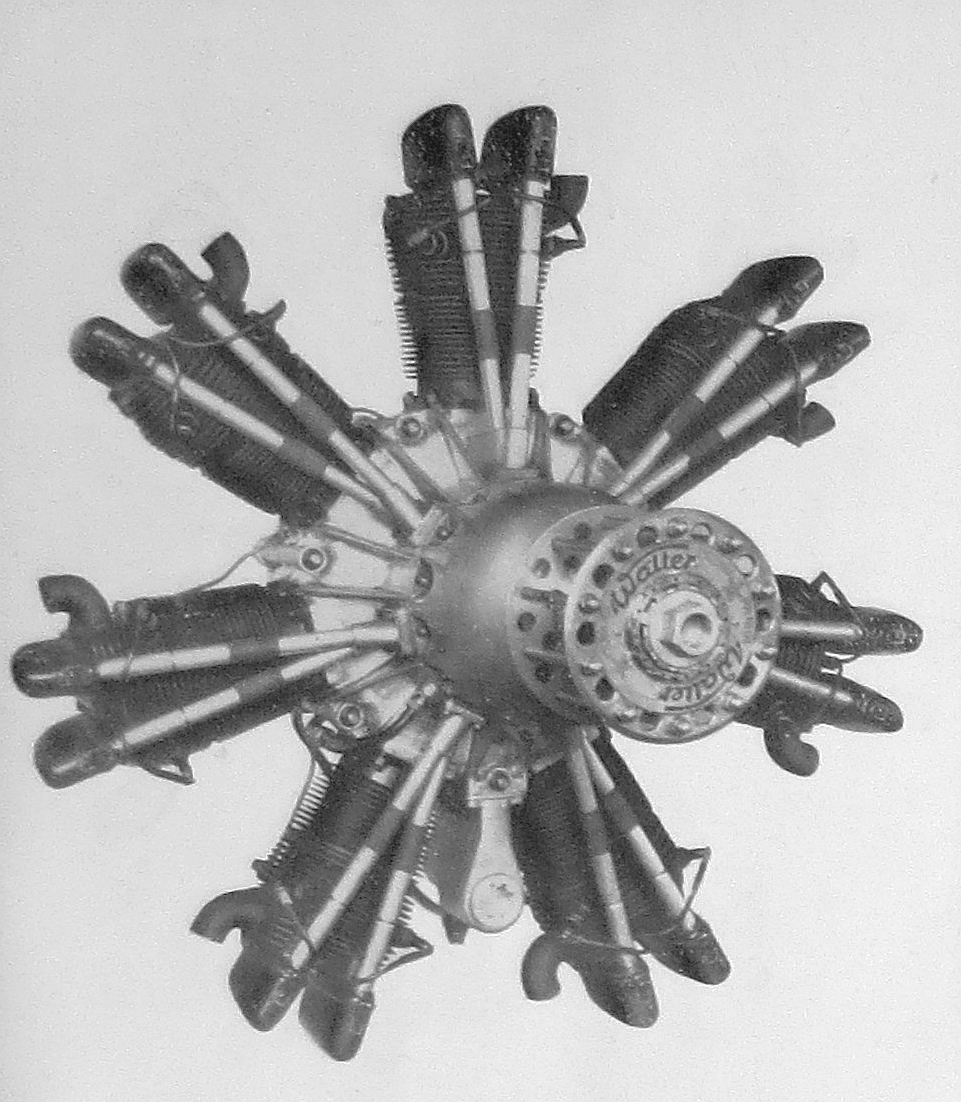
Walter Castor III-R (1934) z katalogu Walter

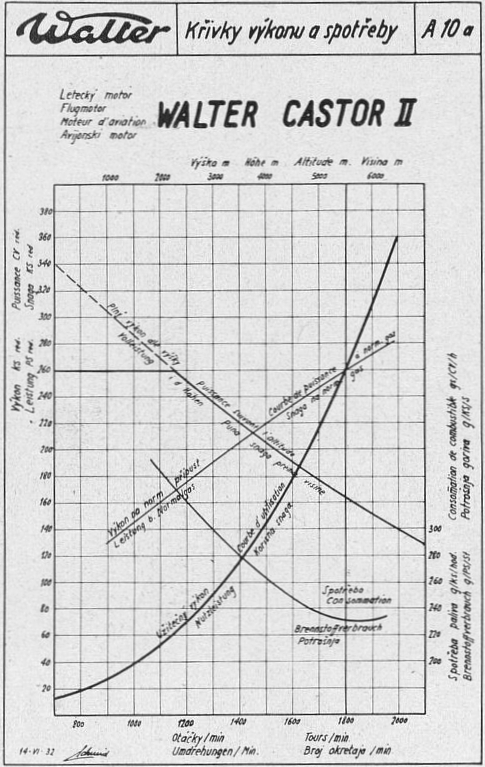
Walter Castor II (charakteristiky)

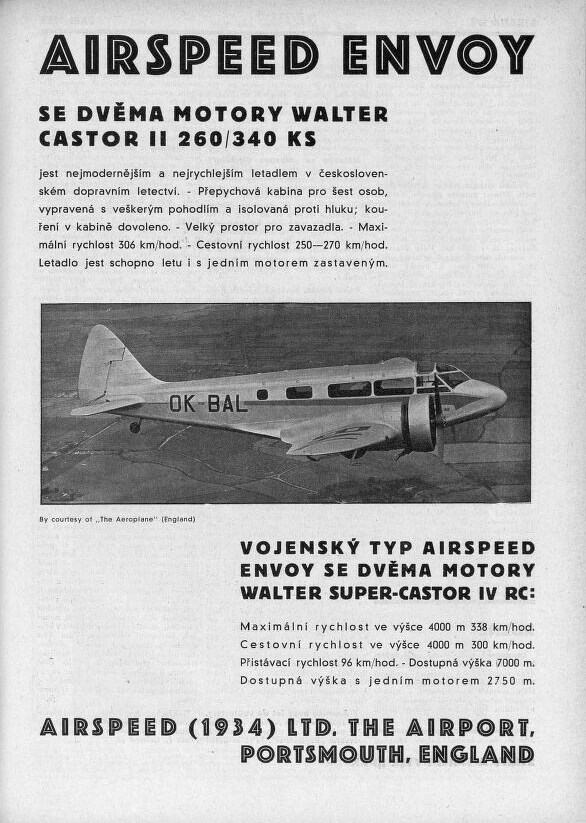
Dobová reklama Airspeed Envoy s motory Castor II a Super Castor (Letectví č. 9, 1935)

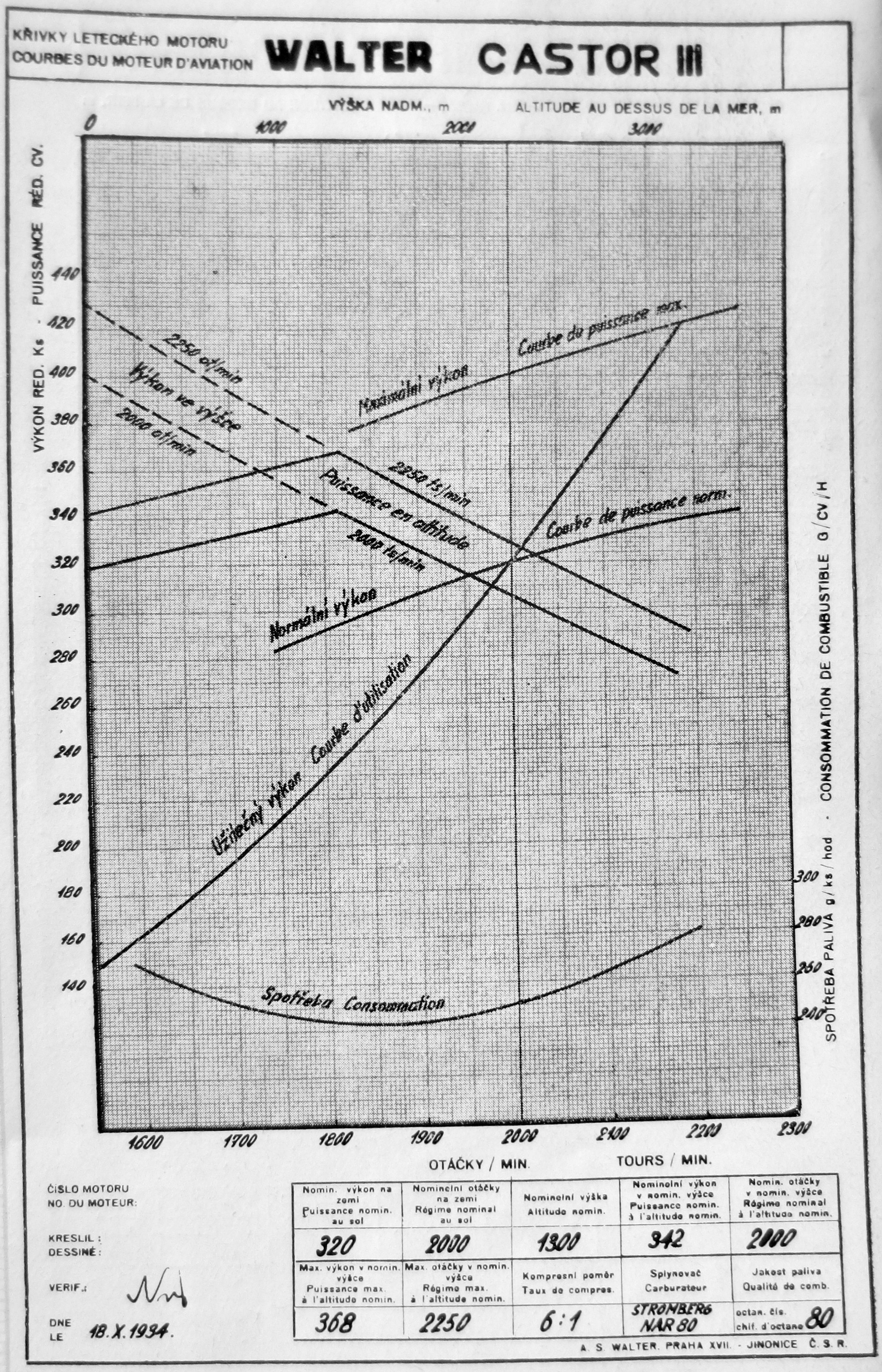
Walter Castor III, charakteristiky (1934)

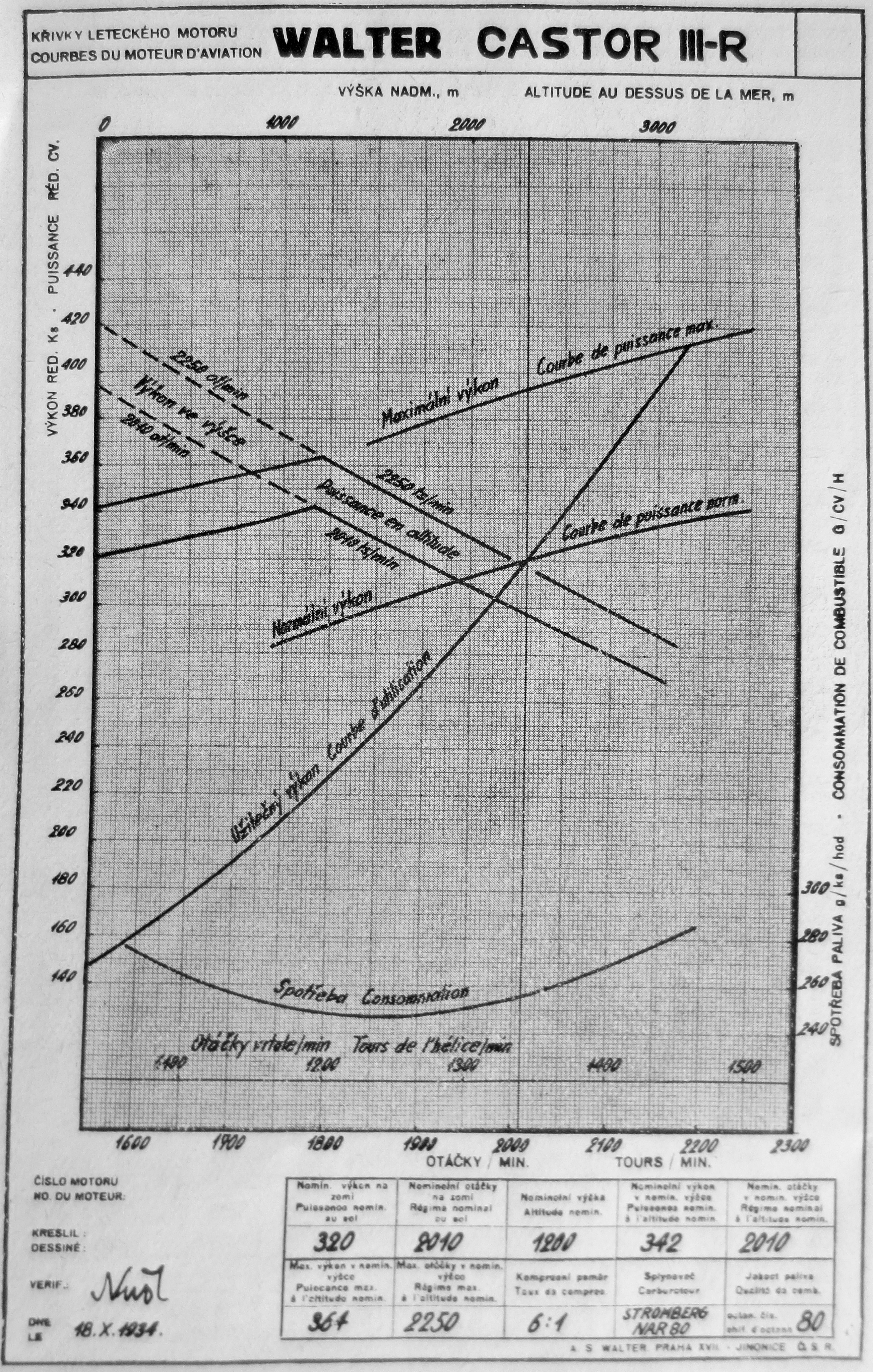
Walter Castor III-R, charakteristiky (1934)

Motory typové řady Walter Castor byly „příbuzné“ s řadou motorů NZ (Walter NZ-85 a Walter Venus) tím, že se jednalo hvězdicové sedmiválce, ale měly jiné vrtání a zdvih válců. Konstrukční oddělení továrny Walter v čele s hlavním konstruktérem ing. Františkem Adolfem Barvitiusem takto přistoupilo k vývoji nové, vyšší výkonové skupiny motorů. Tyto motory Walter o vrtání 135 mm byly nazývány podle hvězd. V červnu 1928 byl úředně homologován první z nich, sedmiválec Walter Castor o výkonu 176 kW (240 k) při 1750 ot/min. Na něj navázaly v roce 1932 Walter Castor II o jmenovitém výkonu 191 kW (260 k) a Walter Castor II-R s reduktorem o jmenovitém výkonu 206 kW (280 k). Walter Castor II odjel svoji homologační zkoušku ve dnech 23. 4. – 28. 5. 1932. O dva roky později přibyly do řady Walter Castor III o jmenovitém výkonu 235 kW (320 k) a konečně Walter Castor III-R s reduktorem o stejném, jmenovitém výkonu 235 kW (320 k). Vzletový výkon verze Castor III byl 10 k vyšší, než u verze Castor III-R.
Byl to sedmiválcový, hvězdicový motor s vrtáním 135 mm a zdvihem 170 mm (7H). Ucelená řada motorů této „hvězdné série“, s tímto počtem a uspořádáním válců (7H), s tímto vrtáním a zdvihem měla v následujících letech pokračování v dalších verzích Castorů. Uspořádání zůstalo v podstatě stejné jako u motoru Walter Castor až na několik podstatných změn. Konstrukčně-materiálové charakteristiky – ty, které se u tohoto modelu nezměnily, jsou uvedeny u jeho předchůdce Walter Castor.
Podstatnou změnou oproti motoru Walter Castor, mimo zvýšení výkonu o 8%, byly úpravy na hlavě válců a na klikovém hřídeli. Obě poloviny hřídele byly spojeny sevřením klikového čepu v hlavici zadního ramene, stažené příčným šroubem. Obdobné řešení bylo použito u motoru Walter Pollux II. Nově bylo uspořádáno příslušenství motoru a pomocných pohonů, které bylo umístěno v samostatné skříni na zadním víku. Toto uspořádání bylo velmi účelné s ohledem na snadnou obsluhu a přístupnost.  Novinkou u tohoto motoru bylo úplné „olejotěsné“ zakrytí celého rozvodového mechanismu. Nejviditelnější změnou na vzhledu motoru bylo přemístění zapalovacích magnetů (s převodem 7:8), které byly přemístěny z předního víka na zadní, čímž přední část skříně zeštíhlela a toto řešení dovolovalo dobré aerodynamické zakrytí.
Motorová skříň se skládala ze dvou polovin, odlitých z hliníkové slitiny. Válce byly vyrobeny ze speciální oceli Poldi, chladicí žebra a příruba pro připevnění byly vysoustruženy a vyfrézovány z jednoho kusu odkovku. Horní část válce byla na vnější straně opatřena závitem pro připevnění hliníkové hlavy. Zalomený hřídel z oceli Poldi-Victrix-Special se otáčel na dvou válečkových ložiscích. Přední konec byl drážkován dle normy SAE k upevnění vrtulového náboje. Hlavní ojnice byla vyrobena z jednoho kusu chromniklové oceli profilu I, vedlejší ojnice byly profilu mezikruží. Písty byly z hliníkové slitiny a jejich vyduté dno bylo zesíleno žebry, které se současně připojovaly k nálitkům pro pístní čep. Pístní čep byl uložen v nálitcích suvně. 
Ventily rozvodu OHV byly poháněny od vačkového kotouče, o který se opíraly zvedáky, prostřednictvím zvedacích tyčinek a vahadélek. Zvedací tyčinky, vahadla a ventilová péra byla uzavřena v krytech. Mazání motoru bylo zabezpečeno dvojčinným čerpadlem, které bylo umístěno v prostoru zadního víka. Jedna část čerpadla dávala olej motoru a druhá čerpala olej z motoru do nádrže. Zapalování bylo dvojité pomocí dvou magnetů Scintilla GN-7-D. Magneta měla možnost řízení předstihu zážehu buď ručně nebo automaticky. Standardní hodnota byla 25°. Palivovou směs motoru zabezpečovaly 2 karburátory Zénith 60 DCI. Každý z nich byl vybaven výškovým korektorem, který umožňoval hospodárný chod motoru v každé výšce. Standardní palivo bylo směsí benzín-benzol v poměru 60:40.
Pro rok 1935 měla továrna Walter ve výrobním programu všechny varianty Castorů (II, II-R, III a III-R) a tímto rokem jejich aplikační perioda vrcholí. Tyto motory byly instalovány do všech letadel, kde již byl namontován Walter Castor I, ale nových aplikací již nepřibývalo. Na mezinárodních leteckých výstavách, kterých se továrna i nadále zúčastňovala, již byly představovány jiné, novější motory. Na I. mezinárodní letecké výstavě v Miláně v říjnu 1935 tyto motory již nebyly prezentovány, byť jeden z významných návštěvníků stánku Walter, princ z Aosty (Umbeto II.), vzpomenul na svoje lety s Castorem II v Africe (italské Somálsko, Eritrea, Libye), kde tyto motory byly standardně zavedeny v italském „koloniálním“ letectví.
Motorů Walter Castor II bylo vyrobeno 200 ks. U verze Walter Castor III oficiální údaje nejsou k dispozici.

## Použití
Sedmiválec Walter Castor II byl určen pro dopravní, jednomotorový letoun Aero A-35, pro akrobatický letoun Avia B-122, pro dopravní, dvoumotorový letoun Airspeed AS.6E Envoy a také pro dopravní, třímotorový letoun Savoia-Marchetti S.71. Současně s tímto motorem byla v roce 1932 představena i akrobatická verze Walter Castor II A (Avia B-122), která se vyznačovala schopností dlouhodobých letů v obrácené poloze a libovolných obratů. V roce 1932 byla vyráběna i reduktorová verze Walter Castor II-R se zvýšeným výkonem na 280 k/206 kW. O dva roky později, v roce 1934, přibyly, jak již bylo uvedeno, Walter Castor III a III-R.
Dopravní letoun Aero A-35 (Aero, továrna letadel, dr. Kabeš, Praha-Vysočany) jako prototyp byl dohotoven na podzim 1928. Byl osazen americkým motorem Wright Whirlwind J6 (176 kW/240 k). Vyztužený hornoplošník smíšené konstrukce byl předurčen pro dálkový let přes Atlantik, proto celý užitečný prostor trupu byl využit pro palivové nádrže. Iniciátory této myšlenky byli kpt. Malkovský a por. Pavlovský. Už při letových zkouškách bylo však jasné, že se let přes Atlantský oceán s tímto letounem nemůže uskutečnit. Továrna Aero nabídla tento letoun ministerstvu veřejných prací v běžné dopravní alternativě (1+5) s prosklenou kabinou pro 4 pasažéry, přičemž pátý cestující měl místo vedle pilota, protože se pro vnitrostátní provoz počítalo jen s jedním členem posádky. Prototyp (L-BAUA) se zkoušel celý rok 1929. Výsledkem uspokojivých zkoušek byla objednávka Českých aerolinií šesti sériových letadel s motory Walter Castor, které pak nesly označení OK-AUB až OK-AUG, z nichž OK-AUB byl zapsán do rejstříku 13. 10. 1930 a vyškrtnut byl 1.4.1938. Poslední dva roky byl používán Masarykovou leteckou ligou. U ČSA létaly v období 1930–1937 na vnitrostátních linkách a do Rumunska (Praha-Bukurešť o celkové délce 1266 km) a v červnu 1933 zkoušely ČSA s tímto letounem létat na lince Praha-Rijeka. Letoun byl nazván jako „Adriatic Express“.
Dalších pět letadel Aero A-35 druhé série (OK-ATD, OK-ATK, OK-ATN, OK-ATX a OK-ATZ) už s motory Walter Castor II, které dávaly vyšší jmenovitý výkon 260 k, provozovala dopravní společnost firmy Baťa na letišti v Otrokovicích (tehdy Aerodrome Baťov). Nejčastěji operovaly na trase z Otrokovic na letiště Prahy-Kbely, ale byly k „vidění“ v Bratislavě, na letišti Borovo (Vukovar) v tehdejší Jugoslávii s mezipřistáním v Záhřebu, i na letištích v Rumunsku, Německu a létalo se s manažery firmy Baťa i do Berlína. Všechny letouny Aero A-35 u Baťovy společnosti měly v křídlech instalovány přídavné palivové nádrže s větší kapacitou paliva. Poslední tři zmíněné letouny zůstaly v Otrokovicích ve službě až do zastavení letového provozu německou okupací v roce 1939 a pak byly přelétnuty na leteckou základnu Żagań-Tomaszowo (Fliegerhorst Sagan-Küpper) v Polsku. Jedno z letadel provozovalo Jugoslávské královské letectvo – až do dubna 1940.
Akrobatický letoun Avia B-122 byl československý jednosedadlový dvouplošník, který byl vyvinut v polovině 30. let 20. století. Tento letoun byl konstruován pro vysokou akrobacii s velkým bezpečnostním násobkem. Od prototypu k sériové výrobě pro výcvik vojenských letců-stíhačů vzniklo několik modifikací s různými konstrukčními změnami hlavně v úpravě ocasních ploch. Několik prvních kusů bylo osazeno sedmiválcovým motorem Walter Castor II. Trup měl kostru svařenu z ocelových trubek, některé spoje byly šroubované či nýtované. Křídla měla celodřevěnou kostru a plátěný potah, křidélka byla jen na spodních plochách. Horní křídlo nemělo již tradiční pyramidu z éry typů Avia BH, ale baldachýn, což vedlo k tomu, že rozpětí horního i dolního křídla bylo stejné. Podvozek byl velmi robustní, s lomenou osou a hydropneumatickými tlumiči. Na jaře roku 1934 velitelství armády rozhodlo o účasti čs. akrobatických pilotů na Mezinárodní soutěži letecké akrobacie Coupe Mondiale, která se konala 9.–10. června 1934 na letišti Vincennes u Paříže. Výrobce letadel Avia (Avia, akciová společnost pro průmysl letecký, Čakovice) dostal za úkol navrhnout a postavit nové letadlo, se kterým by se čeští piloti této soutěže zúčastnili. Pod vedením ing. Novotného byl první prototyp B-122 představen již 12. května 1934, po pouhých šesti týdnech. Přestože piloti rtm. František Novák a kpt. Ján Ambruš měli jen pár týdnů na zvládnutí pilotáže nového letadla, podařilo se jim na této soutěži obsadit 4. (František Novák, OK-AVE) a 8. místo (Ján Ambruš, OK-AVI). Oba byli po soutěži povýšeni Novák na nadporučíka a Ambruš na majora. V I. mezinárodním leteckém meetingu v letecké akrobacii v Lisabonu 1935 získal 1. místo npor. Novák na letadle Avia B-122 s akrobatickým motorem Castor II. V I. národní soutěži v letecké akrobacii RČs (1935) získal 1. místo npr. Novák, 2. byl mjr. Ambruš a 3. místo obsadil por. Široký, všichni na letadlech Avia B-122 s motory Castor II resp. Pollux II. V Mezinárodním meetingu v letecké akrobacii v Bukurešti (1935) zvítězil v soutěži jednotlivců npor. Novák, v soutěži skupinové akrobacie tříčlenná skupina letců npor. Nováka, por. Širokého a četaře Hubáčka na letadlech Avia B-122 s motory Castor II.
Tento akrobatický letoun se následně dostal sériové výroby jako Avia Ba-122 (s motory Walter Castor II létaly OK-VIL, OK-VIM, OK-VIO a OK-MAL a dalších 10 letounů s tímto motorem bylo prodáno do Sovětského svazu, dalších 5 bylo s motorem Walter Pollux) resp. jako Avia Bš-122 pro kondiční létání stíhacích pilotů (všechny vyrobené kusy měly motor Walter Castor II). U sériových typů byl letoun mírně upraven, byla zvětšena směrovka a i horní křídlo bylo opatřeno křidélky.
Dopravní letoun Airspeed AS.6 Envoy byl lehký dvoumotorový transportní letoun navržený a postavený společností Airspeed Ltd. ve 30. letech 20. století na letišti Portsmouth v hrabství Hampshire. Byl to britský dopravní letoun celodřevěné konstrukce pro šest až osm cestujících. Prototyp letounu AS.6 Envoy (G-ACMT) byl zalétán 26. června 1934 se dvěma motory Wolseley AR-9 o výkonu po 136 kW. Jednomístný kokpit přímo navazoval na kabinu pro osm pasažérů, v případě instalace šatny a toalety pro šest. Čtveřice speciální exportní verze AS.6E Envoy byla určena do Československa (OK-BAL až -BAO). Pohon všech zajišťovaly dva motory Walter Castor II s výkonem po 260 k. První dva stroje Envoy II dopravené do Prahy 6. srpna a 9. září 1935 (OK-BAL, OK-BAM) neměly vztlakové klapky, další dva Envoy III z II. série (OK-BAN, OK-BAO) již měly křídlo s klapkami. Společnost ČSA je nasazovala na své nejdelší lince Praha-Moskva, zahájené  ve spolupráci s ruskou leteckou společností Aeroflot od 1. května 1936. Letouny létaly na trase Praha – Brno – Bratislava – Košice – Užhorod – Kluž –  Jasy – Kyjev – Brjansk – Moskva, která měřila 2439 km. Letoun se dvěma motory Walter Castor II dociloval cestovní rychlosti přes 300 km/h.
Letouny při německé okupaci v období 1939–41 byly používány Luftwaffe (OK–BAL jako DM+SA a OK–BAM jako CM+SA), poté byl jeden s původní imatrikukací OK–BAL prodán do Finska. Létal u finského letectva (Ilmavoimat) s trupovým označením EV-1. V roce 1942 havaroval a po opravě byl v roce 1943 zrušen. Stroj s označením OK-VIT byl dodán v prosinci 1936 ve verzi Series III (s klapkami a překližkovým nosným potahem) jako obchodní letoun pro Vítkovické horní a hutní těžířstvo. Tento letoun byl po německé okupaci prodán Slovenské republice a byl provozován jako OK-DOA Slovenskou leteckou spoločnosťou.
Savoia-Marchetti. S.71 byl italský třímotorový jednoplošník, s vysokou konzolou pod křídlem a s pevným podvozkem. Byl určen pro čtyřčlennou posádku a kabina pro osm cestujících. První čtyři letadla byla poháněna třemi hvězdicovými motory Walter Castor o výkonu 179 kW (240 k) a Walter Castor II o výkonu 191 kW (260 k), ale poslední tři letouny měly italské motory Piaggio P.VII o výkonu 276 kW (370 k). Letouny provozovala letecká společnost Società Aerea Mediterranea (SAM).

## Použití v letadlech
- Aero A-35
- Avia Ba-122
- Airspeed AS.6 Envoy
- Savoia-Marchetti S.71

## Specifikace

### Technické údaje
- Typ: čtyřdobý zážehový vzduchem chlazený hvězdicový letecký sedmiválec[18][19][20]

- Počet válců: 7
- Celková plocha pístů: 1002 cm²
- Rozvod: OHV, dvouventilový
- Mazání: tlakové oběžné, se suchou klikovou skříní
- Pohon: dvoulistá dřevěná nebo kovová vrtule
- Chlazení: vzduchové
- Karburátor: Stromberg NAR 80 nebo Zénith 60 DOJ-640
- Zapalování: 2 magneta Scintilla GN-7-D

| Označení motoru                      | Walter Castor II                       | Walter Castor III                      | Walter Castor II-R                     | Walter Castor III-R                    |
| ------------------------------------ | -------------------------------------- | -------------------------------------- | -------------------------------------- | -------------------------------------- |
| Výroba od                            | 1932                                   | 1934                                   | 1932                                   | 1934                                   |
| Vrtání                               | 135 mm                                 | 135 mm                                 | 135 mm                                 | 135 mm                                 |
| Zdvih                                | 170 mm                                 | 170 mm                                 | 170 mm                                 | 170 mm                                 |
| Vnější průměr motoru                 | 1 242 mm                               | 1 242 mm                               | 1 242 mm                               | 1 242 mm                               |
| Celková délka motoru se startérem    | 1 279 mm                               | 1 279 mm                               | 1 490 mm                               | 1 490 mm                               |
| Zdvihový objem motoru                | 17 033 cm³                             | 17 033 cm³                             | 17 033 cm³                             | 17 033 cm³                             |
| Kompresní poměr                      | 6:1                                    | 6:1                                    | 6:1                                    | 6:1                                    |
| Převod na vrtuli                     | -                                      | -                                      | 3:2 (0,667)                            | 3:2 (0,667)                            |
| Jmenovitý výkon                      | 191,2 kW / 260 k při 1800 ot/min       | 235,4 kW / 320 k při 2000 ot/min       | 205,9 kW / 280 k při 2060 ot/min       | 235,4 kW / 320 k při 2010 ot/min       |
| Vzletový výkon                       | 220,7 kW / 300 k                       | 290,5 kW / 395 k                       | 250,1 kW / 340 k                       | 283,2 kW / 385 k                       |
| Maximální výkon                      | 250,1 kW / 340 k při 2000 ot/min       | 316,3 kW / 430 k při 2250 ot/min       | 279,5 kW / 380 k při 2300 ot/min       | 308,9 kW / 420 k při 2250 ot/min       |
| Jmenovitý výkon v nominální výšce H  | 202,3 kW / 275 k při 1800 ot/min       | 251,5 kW / 342 k při 2000 ot/min       | 224,3 kW / 305 k při 2060 ot/min       | 251,5 kW / 342 k při 2010 ot/min       |
| Maximální výkon v nominální výšce H  | 220,7 kW / 300 k při 2000 ot/min       | 270,7 kW / 368 k při 2250 ot/min       | 239,1 kW / 325 k při 2300 ot/min       | 267,7 kW / 364 k při 2250 ot/min       |
| Nominální výška H                    | 1 000 m                                | 1 300 m                                | 1 400 m                                | 1 200 m                                |
| Hmotnost suchého motoru              | 275–278 kg                             | 275–278 kg                             | 296 kg                                 | 296 kg                                 |
| Poměr jmenovitého výkonu k hmotnosti | 0,69 kW/kg                             | 0,85 kW/kg                             | 0,70 kW/kg                             | 0,80 kW/kg                             |
| Poměr jmenovitého výkonu k objemu    | 11,2 kW·l−1 / 15,3 k·l−1               | 13,8 kW·l−1 / 18,8 k·l−1               | 12,1 kW·l−1 / 16,4 k·l−1               | 13,8 kW·l−1 / 18,8 k·l−1               |
| Spotřeba paliva                      | 313–340 g·h−1·kW−1 / 230–250 g·h−1·k−1 | 326–354 g·h−1·kW−1 / 240–260 g·h−1·k−1 | 340–360 g·h−1·kW−1 / 250–265 g·h−1·k−1 | 340–360 g·h−1·kW−1 / 250–265 g·h−1·k−1 |
| Spotřeba oleje                       | 13,6–20,4 g·kW−1·h−1 / 10–15 g·k−1·h−1 | 13,6–20,4 g·kW−1·h−1 / 10–15 g·k−1·h−1 | 13,6–20,4 g·kW−1·h−1 / 10–15 g·k−1·h−1 | 13,6–20,4 g·kW−1·h−1 / 10–15 g·k−1·h−1 |
| Předepsané palivo                    | oktanové číslo min. 80                 | oktanové číslo min. 80                 | oktanové číslo min. 80                 | oktanové číslo min. 80                 |

## Galerie

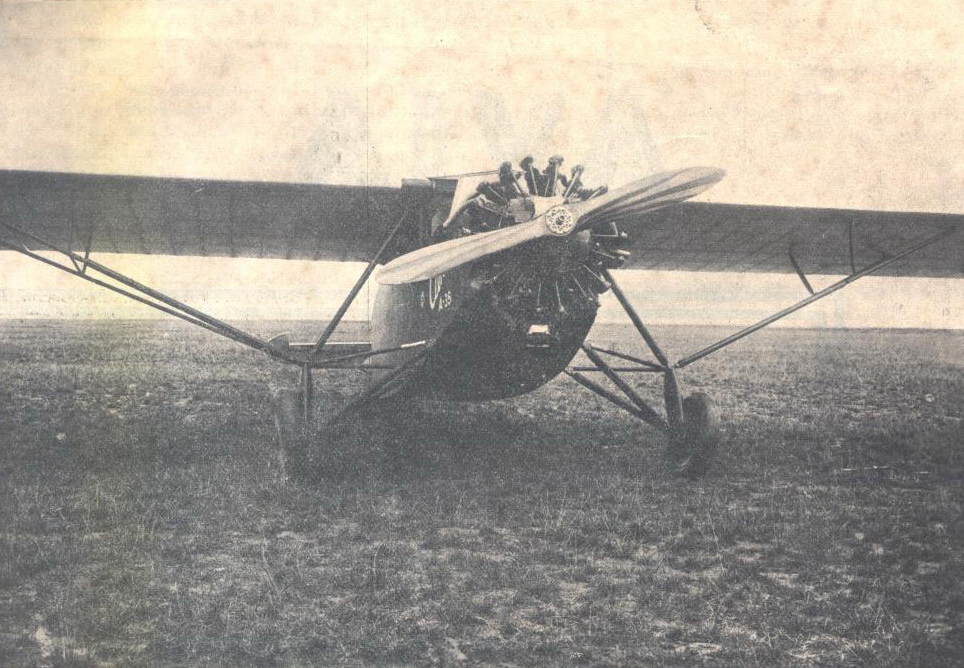
Aero A-35 (L-BAUA) s motorem Walter Castor II
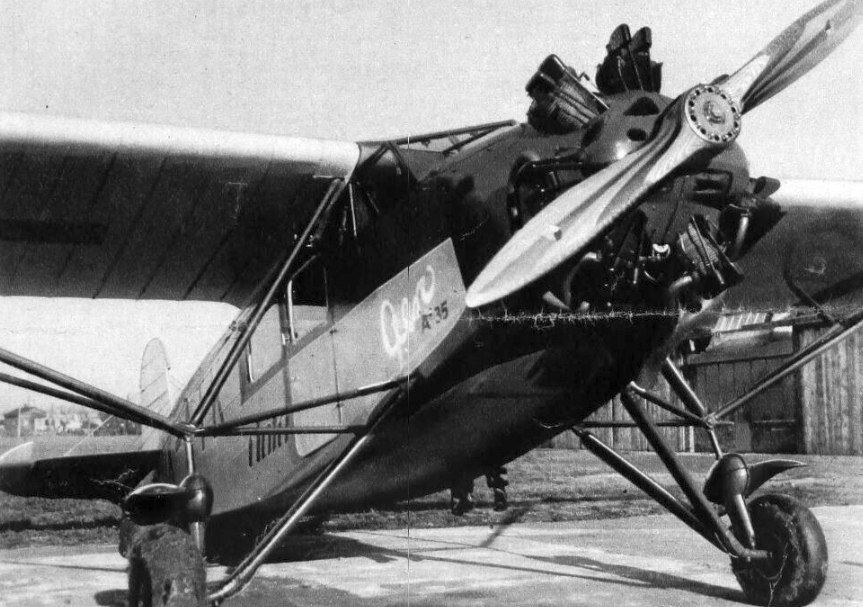
Aero A-35 (OK-ATK) s motorem Castor II u Baťovy letecké a.s. (Letec, March 1933)
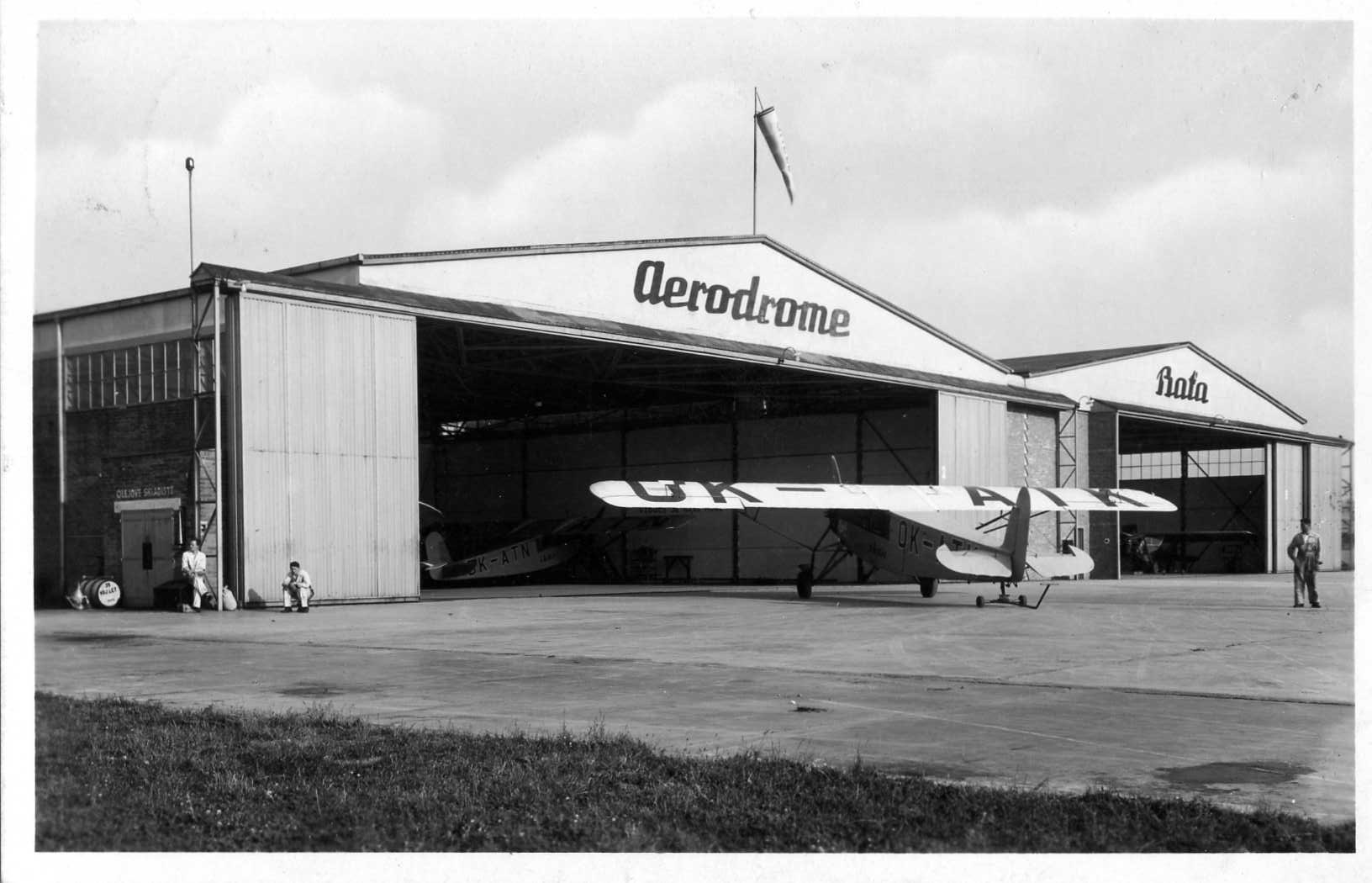
Aero A-35 (OK-ATK) na letišti Baťa v Baťově (Otrokovice)
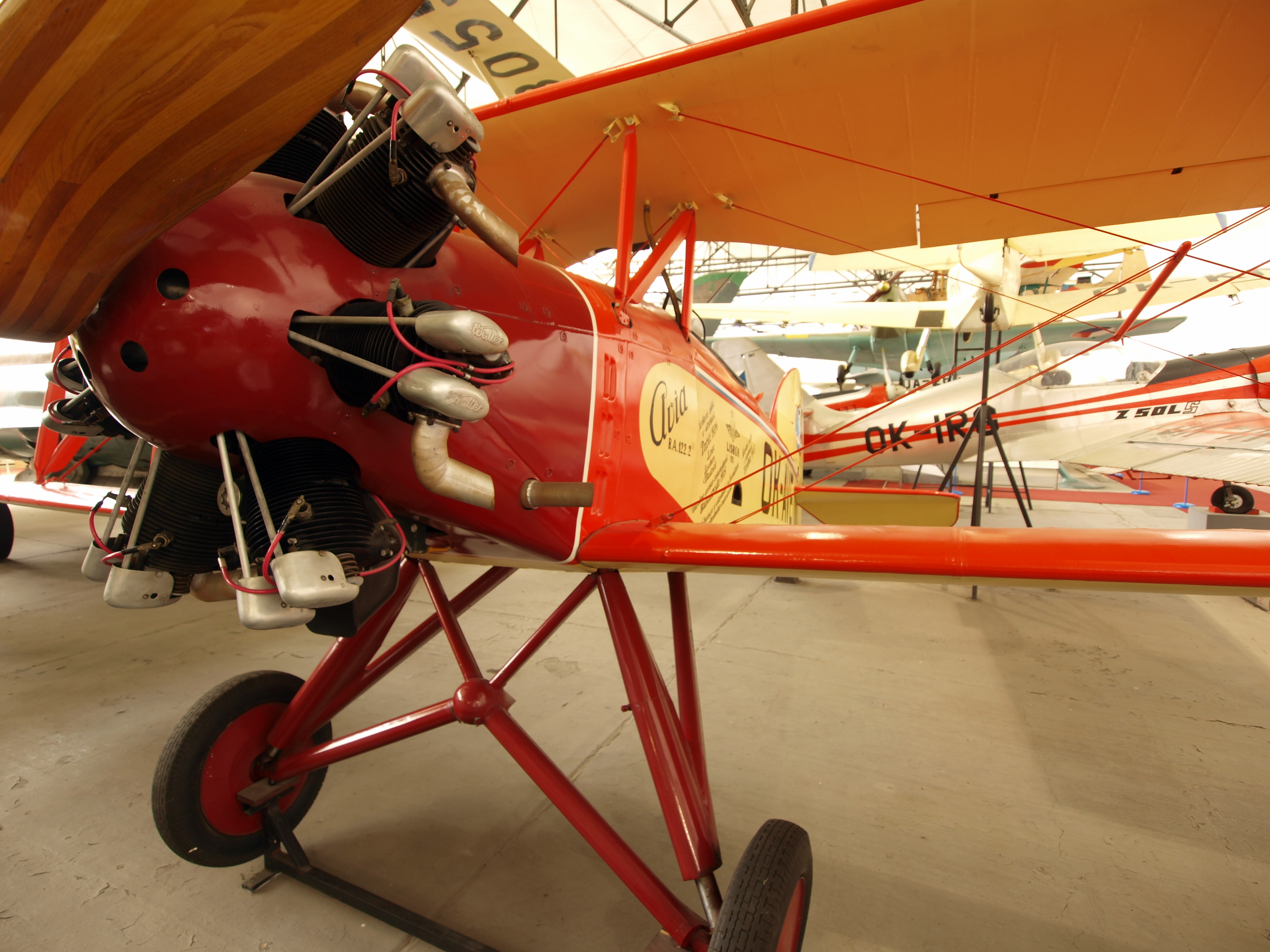
Replika Avia Ba-122 (OK-AVE)
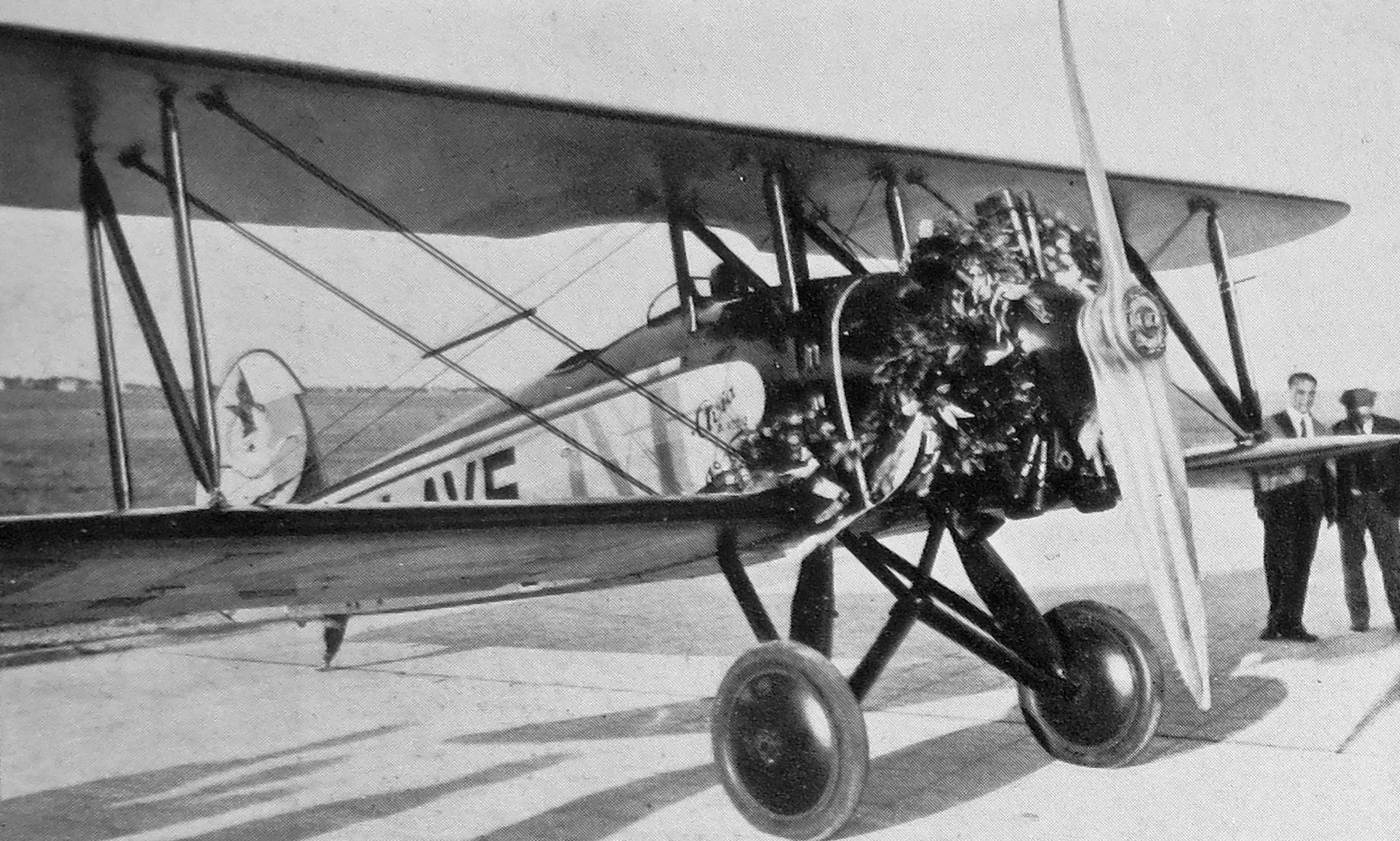
Avia Ba-122 (OK-AVE) s motory Walter Castor II
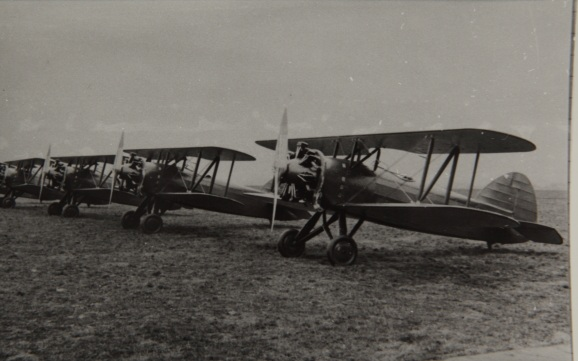
4 letouny Avia Ba-122
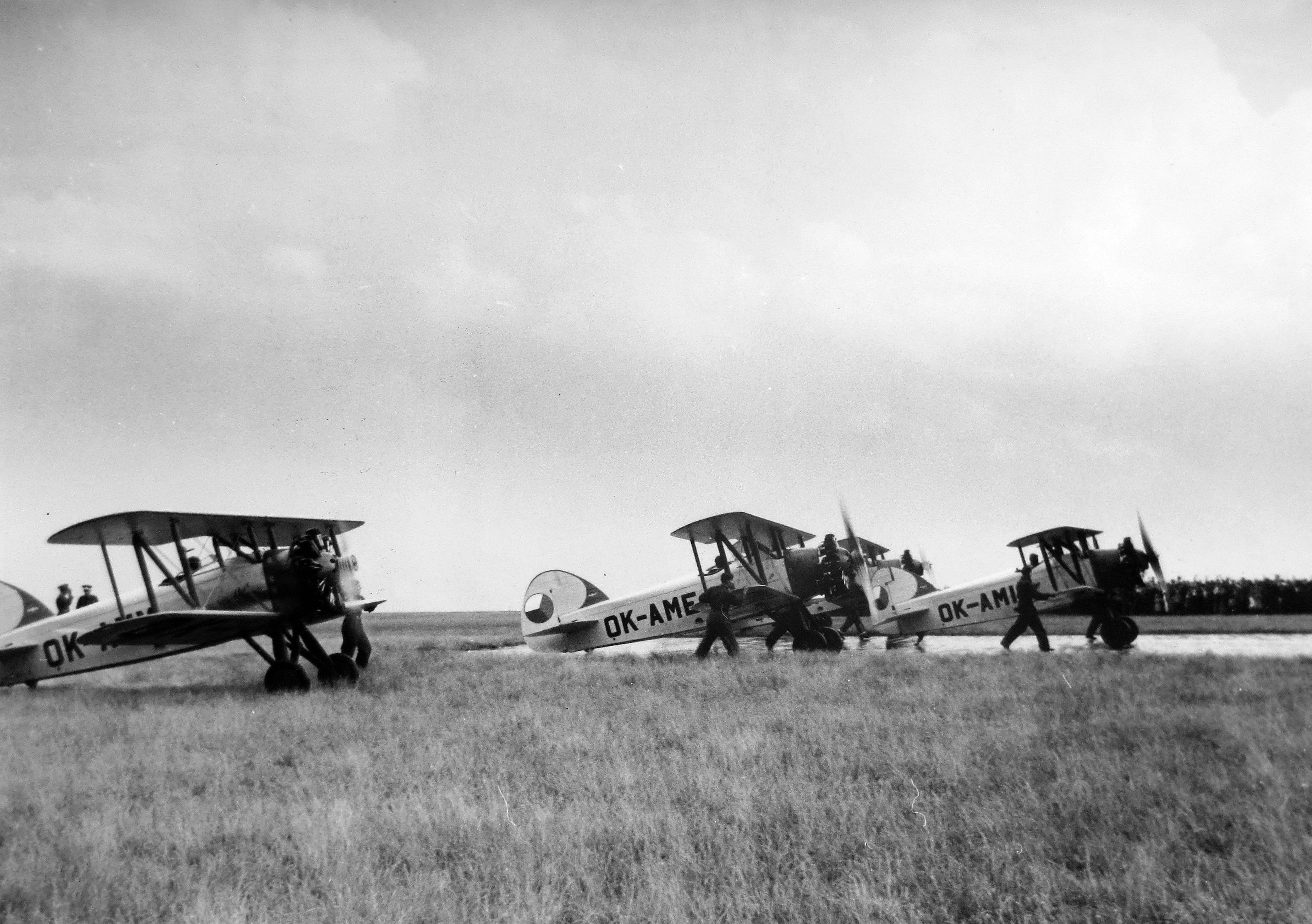
Avia Ba-122 v trojím zastoupení s motory Walter Castor II v Bukurešti (1935)
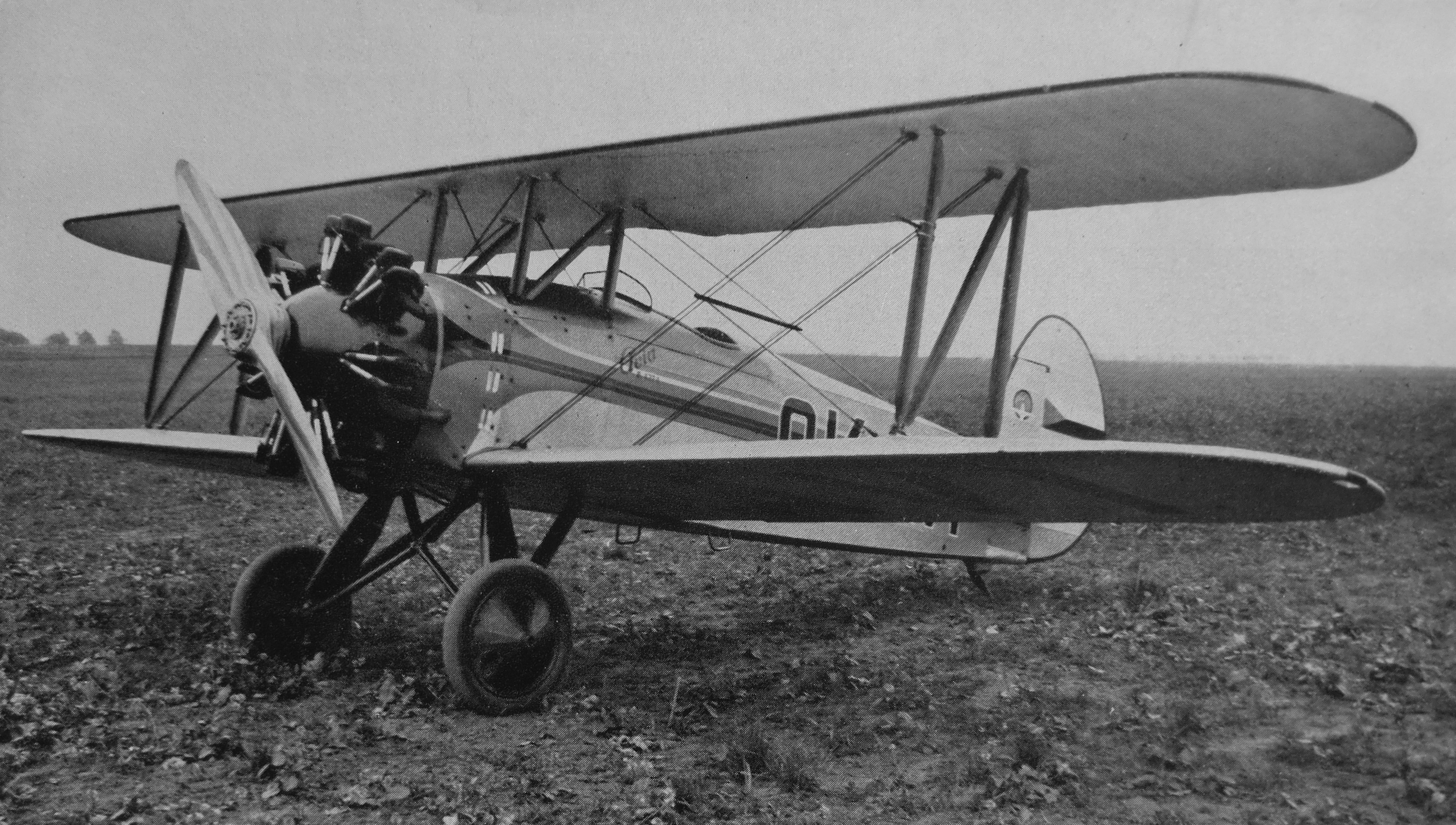
Avia B-122 a Walter Castor II (1934)
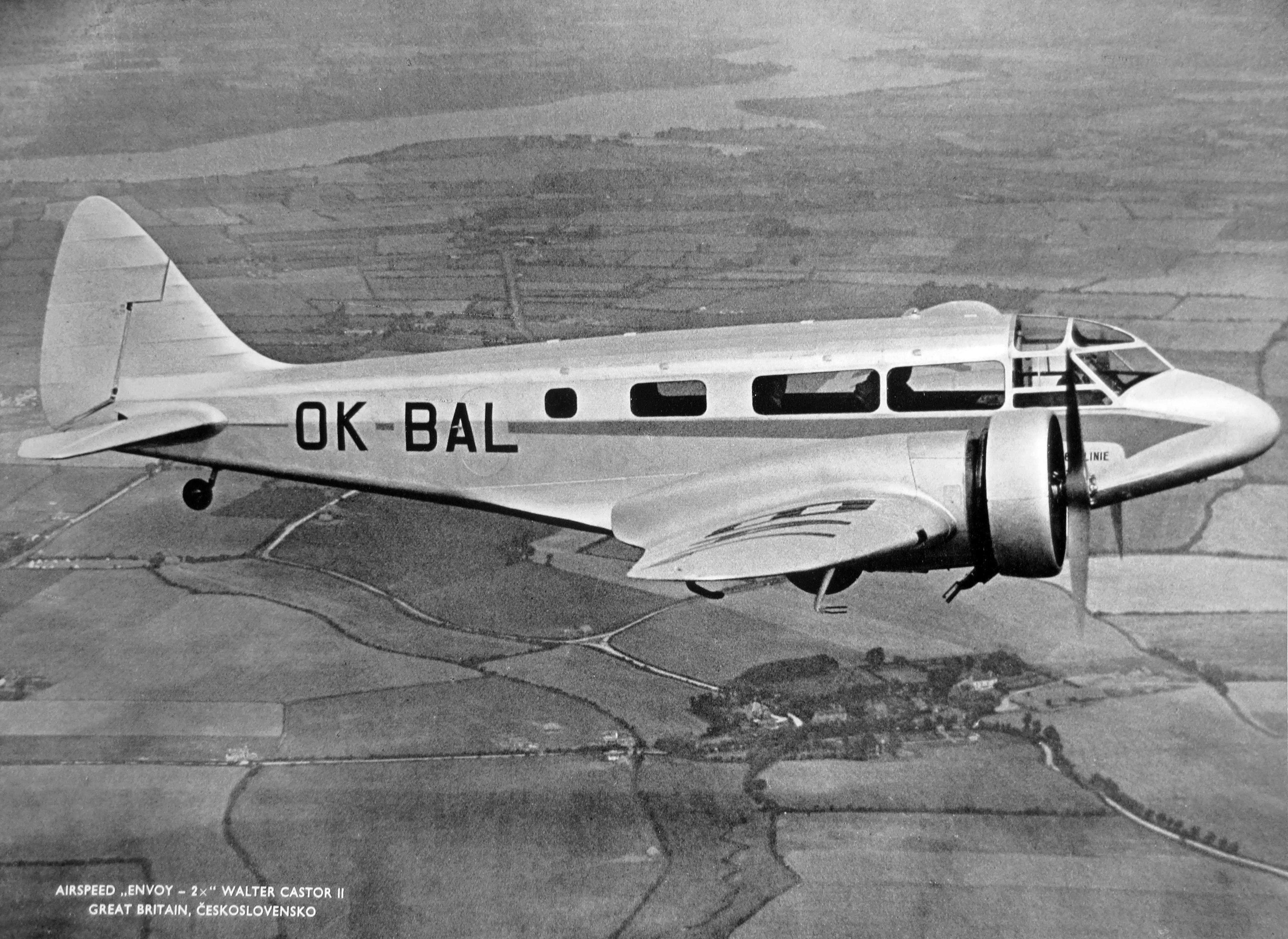
Walter Castor II a Airspeed AS.6E Envoy III (OK-BAL) s motory Walter Castor II
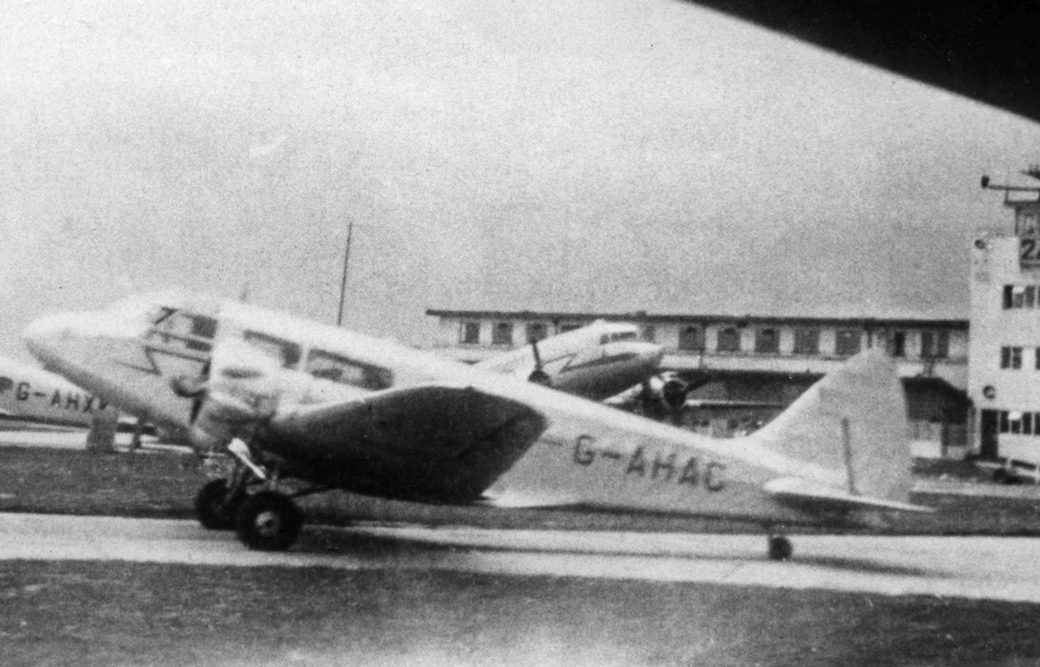
Airspeed AS.6 Envoy (G-AHAC)
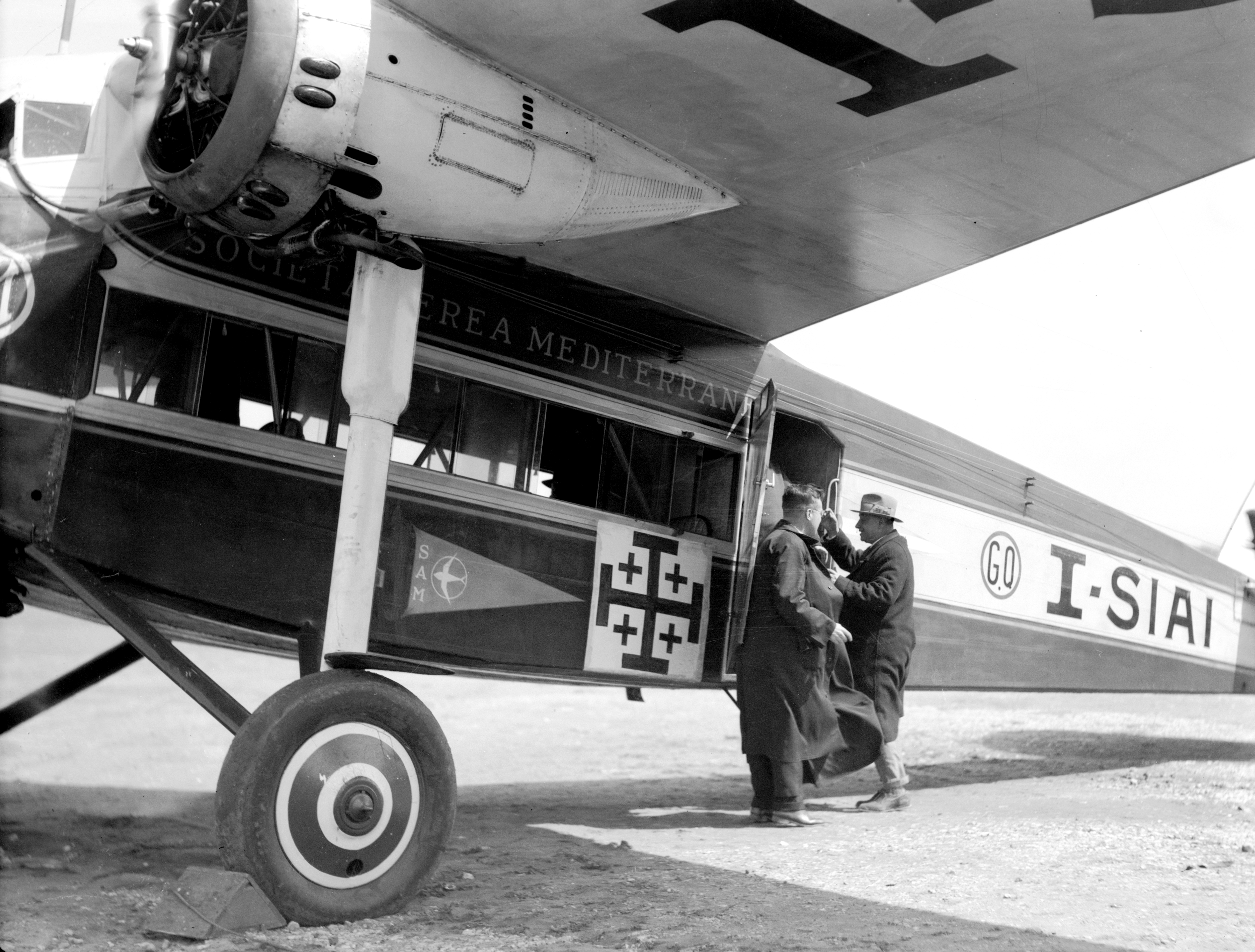
Savoia-Marchetti S.71 (1933) s imatrikulací I-SIAI
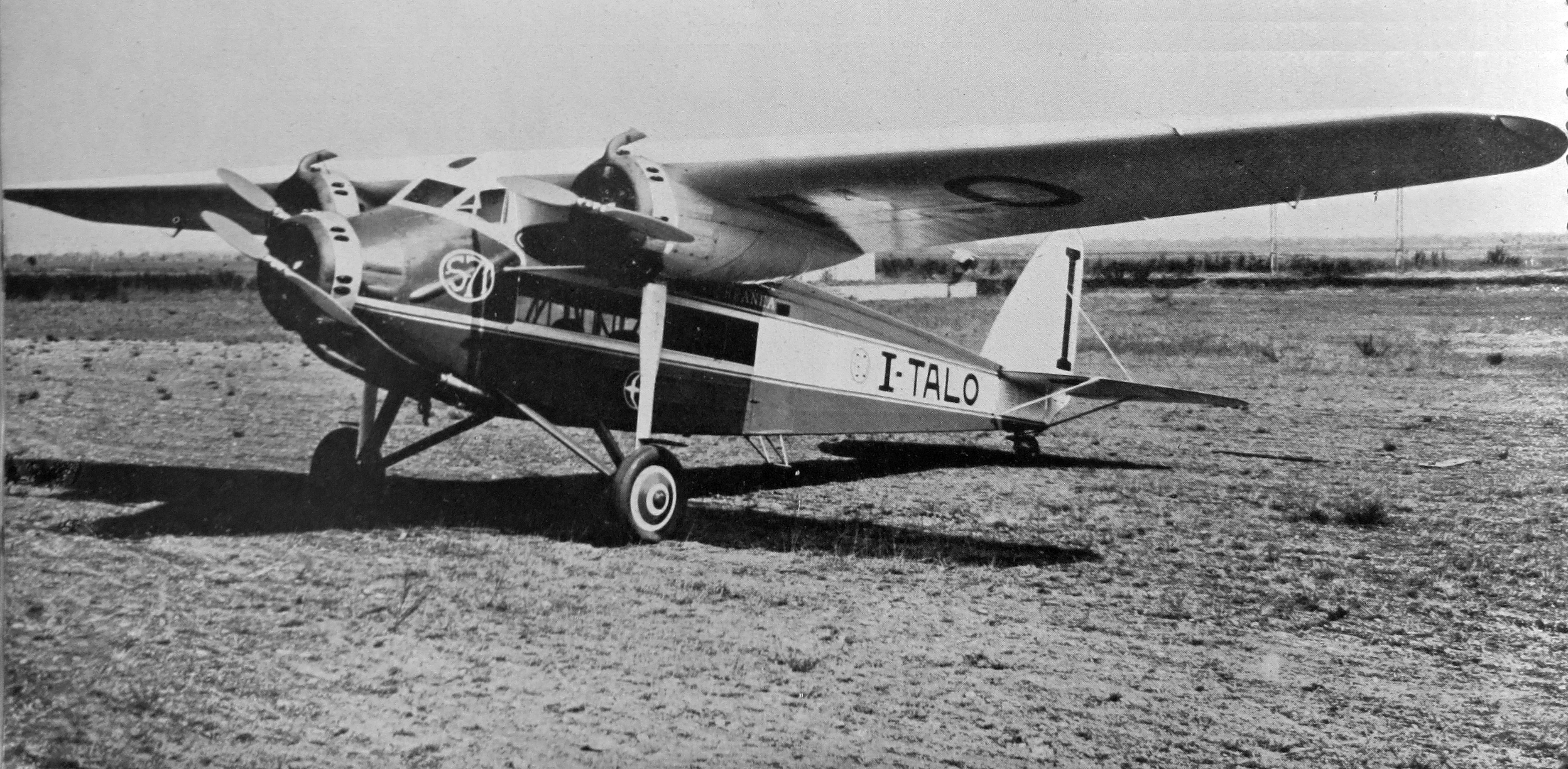
Savoia Marchetti S.71 (I-TALO) a Walter Castor II
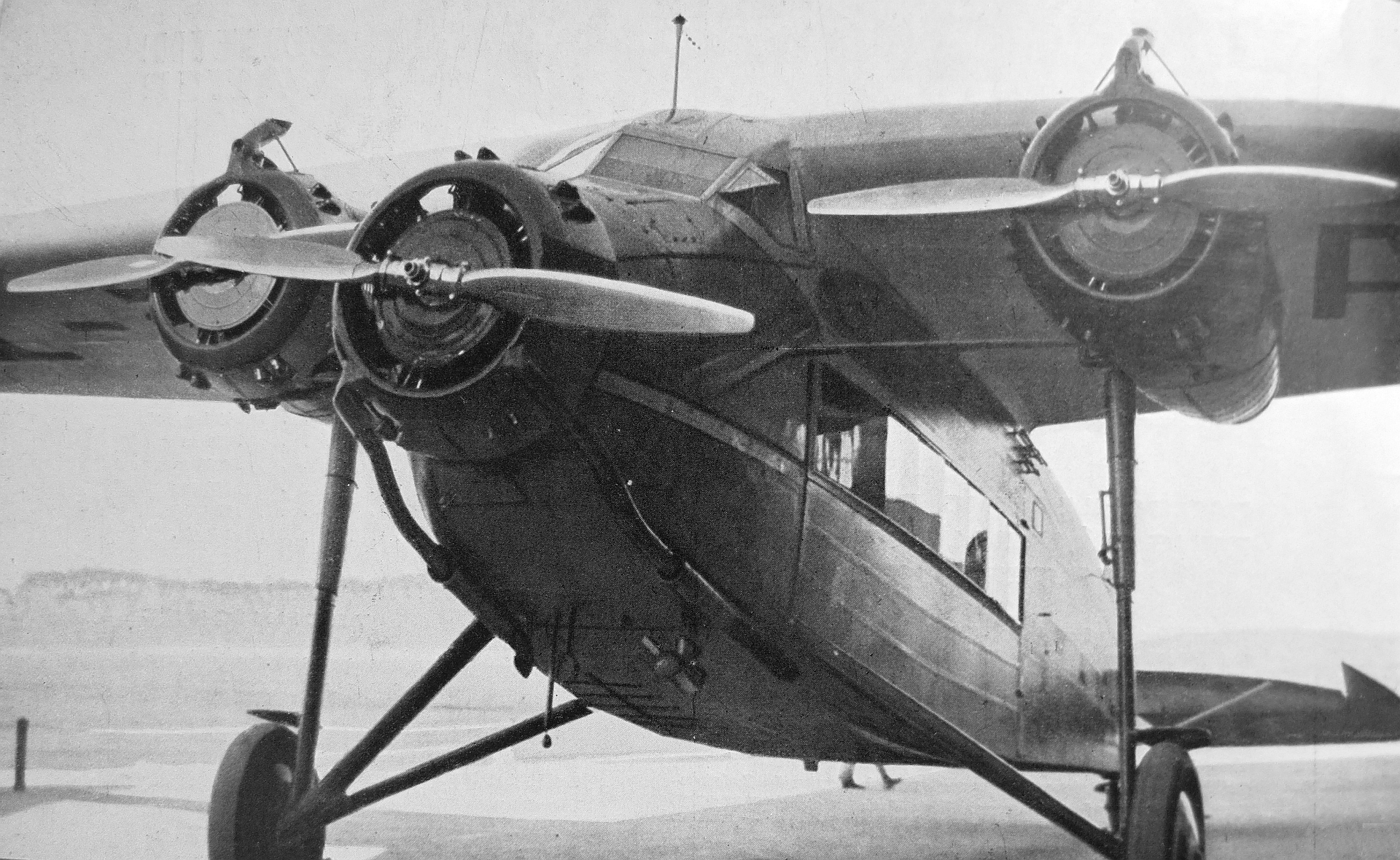
Savoia Marchetti S.71 s motory Walter Castor II u letecké společnosti Ala Littoria
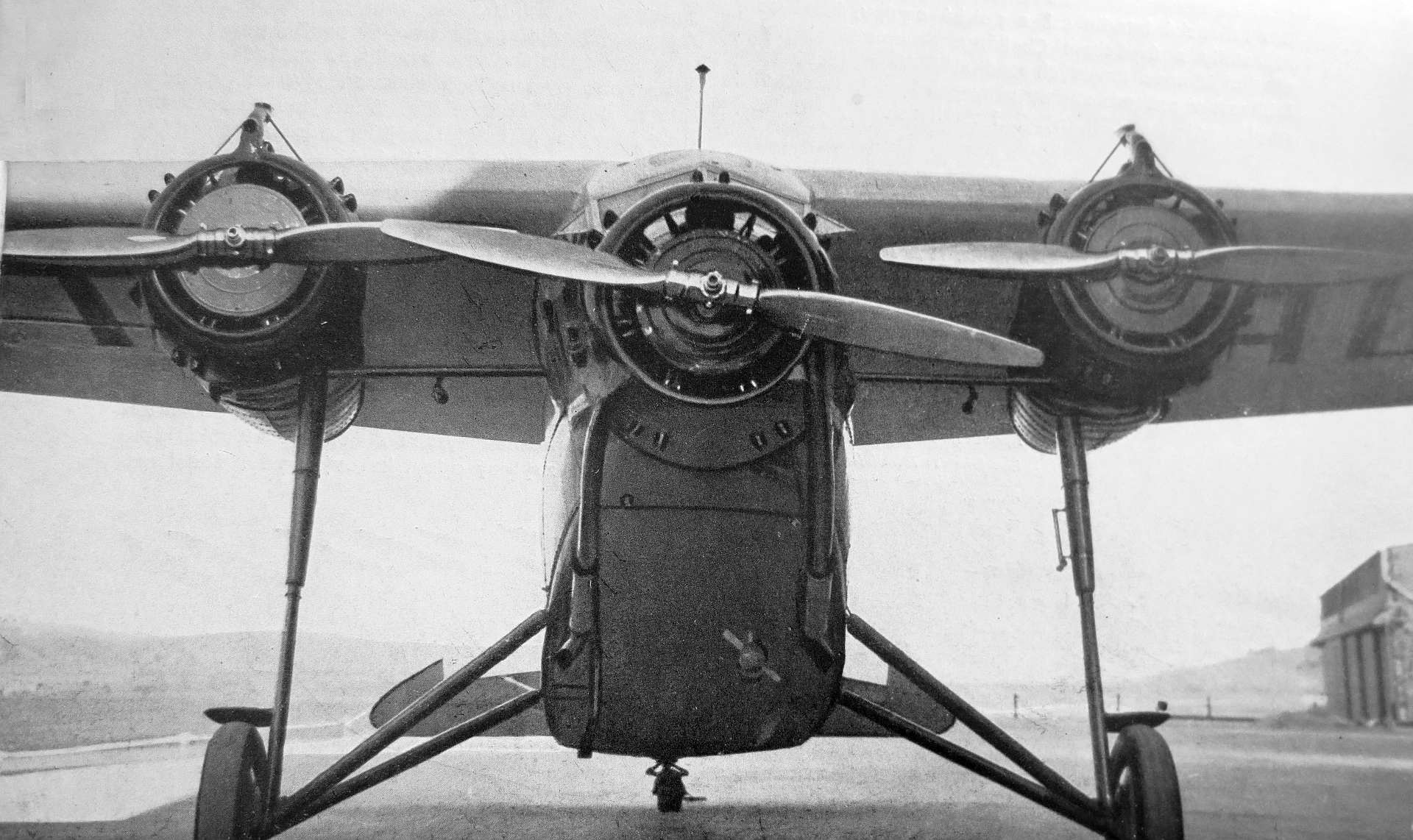
Savoia Marchetti S.71 a Walter Castor II (3x) u letecké společnosti Ala Littoria